# قاع المجرى

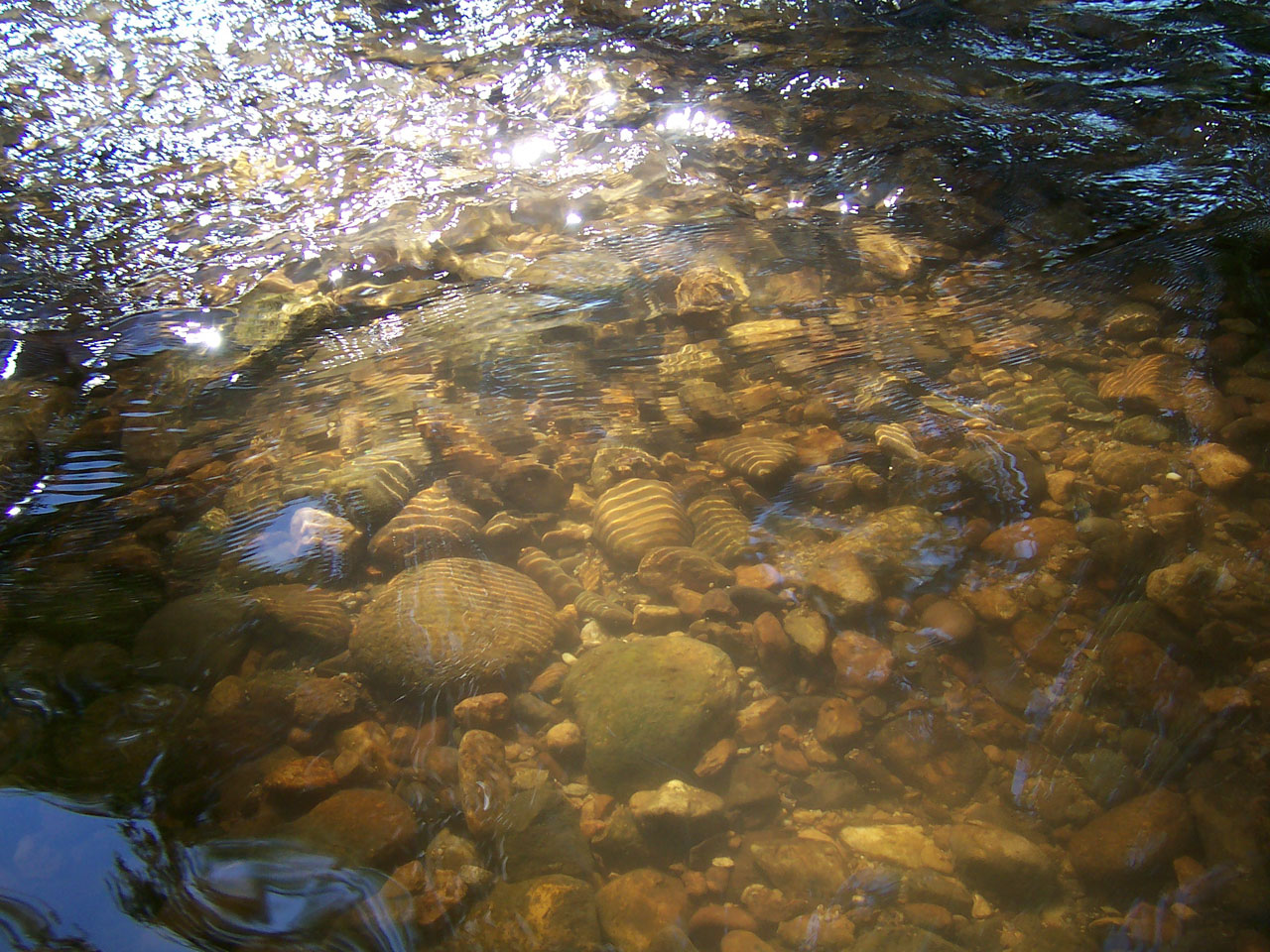
قاع هذا المجرى مُغطى بالحجارة، وبعضها دائري جدًا (لطول عمره في المجرى) والبعض الآخر غير ممتد العمر.

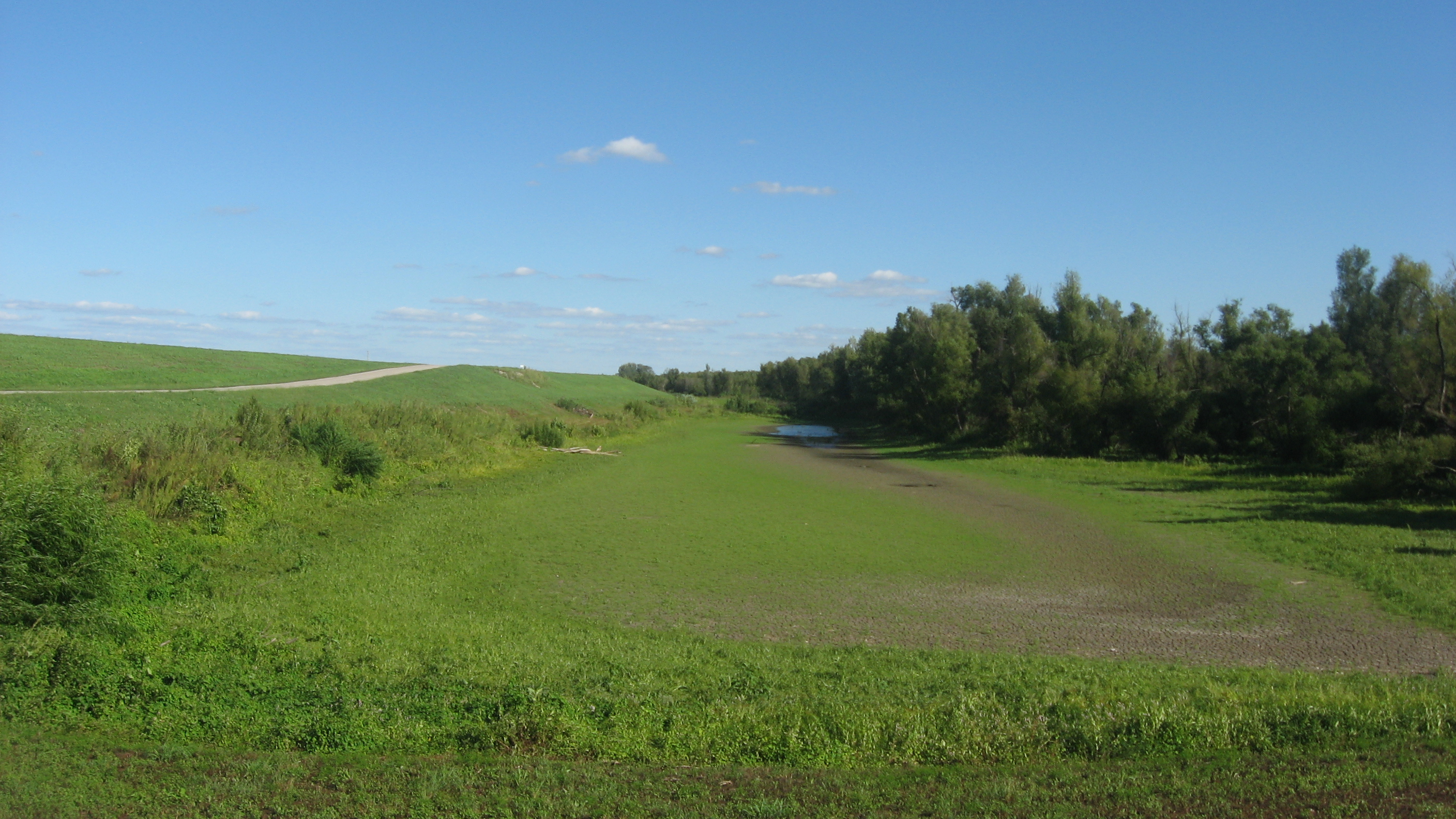
القاع القديم لنهر المسيسيبي بالقرب من كاسكاسكيا بولاية إلينوي، مهجورًا بعد تحول مجرى النهر

قاع المجرى هو الجزء السفلي لقناة المجرى أو النهر أو الرافد؛ وهو الحاجز المادي للتدفق الطبيعي للمياه. وتُعرف الحواجز الجانبية أو الحدود الهامشية للقناة، خلال جميع الأوقات ماعدا مرحلة الفيضان، بـ ضفتي المجرى أو ضفتي النهر. وفي الواقع، يحدث الفيضان عندما يفيض المجرى على ضفتيه ويتدفق فوق سهل الفيضان. وكقاعدة عامة، فالقاع هو ذلك الجزء من القناة، فقط عند خط المياه «العادي»، وتكون الضفتان هما الجزء الموجود فوق خط الماء. ومع ذلك، ونظرًا لأن تدفق المياه يختلف من مجرى لآخر، فإن هذا التمايز يكون عرضة للتأويل المحلي. وعادة ما يتم الاحتفاظ بالقاع خاليًا من النباتاتالأرضية، في حين أن الضفتين تكونان عرضة لتدفق المياه فقط خلال مراحل الزيادة غير العادية أو ربما غير الدائمة للمياه، وبالتالي قد يدعم زراعة النباتات أحيانًا أو في معظم الوقت.
وتكون المصطلحات الوصفية مثل «الضفة اليمنى» و «الضفة اليسرى» نسبية بالنسبة للمراقب الذي ينظر باتجاه مجرى النهر، حيث تكون الضفة اليمنى على يمينه والعكس صحيح. ويكمن أحد الأمثلة الشهيرة على ذلك في تسمية جانبي نهر السين في باريس.
تكون طبيعة أي قاع للمجرى دائمًا مرتبطة بوظيفة ديناميكية التدفق والمواد الجيولوجية المحلية التي تتأثر بهذا التدفق. ومع وجود تيارات صغيرة في المناطق المعتدلة، تستجيب طبيعة قاع المجرى بقوة للظروف الخاصة بـ هطول مياه الأمطار وجريانها. ذلك أن الظروف الطبيعية للأراضي العشبية أو الغابات تُحسِّن التدفقات خلال وقت ذروتها، وتجعل قيعان المجاري مستقرة وربما غنية بالمواد العضوية وتظهر الحد الأدنى من المواضع المنظفة بالماء الجاري. وتدعم هذه التيارات الأحياء الغنية. حيث تنتج هذه الظروف مستويات غير طبيعية من الجريان السطحي للمياه، كما هو الحال مع ما يحدث أسفل الطرق، حيث تظهر قيعان المجاري أكبر قدر من المواضع المنظفة بالماء الجاري، وذلك بانخفاض يصل في كثير من الأحيان إلى الطبقة السفلى من القاع، وقد يتم اقتطاع أجزاء من الضفتين. وتُزيد كثيرًا هذه العملية من تآكل مستجمعات مياه الأمطار بما يضعف التربة، ويؤدي إلى حدوث ميل أعلى من قاع المجرى، وذلك عند انضباط القناة لزيادة التدفق.
عادةً ما تعرف القيعان نسبة لما هو متروك عند جفاف سريان المجرى؛ حيث عادة ما يتم الحفاظ بشكل جيد على القيعان حتى لو تم دفنها، وذلك لأن الجدران والأودية الضيقة التي تسبب فيها المجرى عادة ما تكون من جدران صلبة، وتملأ عادة القيعان بالرمال الناعمة والأنقاض. كما أن قيعان المجرى الجاف معرضة أيضًا لتصبح جيوبًا للمياه الجوفية (قيعان مجرى مدفونة فقط) والفيضانات الناتجة عن الأمطار الغزيرة وارتفاع منسوب المياه في الأرض، وفي بعض الأحيان يمكن أن تكون جزءًا من التجديد للمجرى.